# Peter Sommer (Fußballspieler)
Peter Sommer (* 6. Dezember 1957; † 19. Oktober 2018) war ein deutscher Fußballspieler.

## Karriere
Peter Sommer wechselte 1970 als 12-Jähriger zum 1. FC Nürnberg und wurde mit dem „Club“ 1974 deutscher Jugendmeister. Während seiner Profikarriere spielte er für den FCN und den MTV Ingolstadt. Für die Nürnberger machte er zwei Bundesligaspiele in der Saison 1978/79. In beiden Spielen wurde Sommer eingewechselt und konnte keine Akzente setzen. Ab November 1979 stand er beim MTV Ingolstadt unter Vertrag und brachte es dort auf 15 Spiele und fünf Tore. Später spielte er noch beim TSV Südwest Nürnberg.